# Piero Pelù
Piero Pelù, né à Florence le 10 février 1962, est un chanteur rock italien. Il est le vocaliste du groupe Litfiba de sa création jusqu'en 1999 avant d'entreprendre une carrière solo. Remplacé par Gianluigi « Cabo » Cavallo pendant 10 ans, il réintègre le groupe en 2009. Entre 2013 et 2015, il a été l'un des coachs de The Voice of Italy, sur la chaîne de télé italienne Rai 2.

## Discographie (solo)

### Albums
- Né Buoni Né Cattivi (2000)
- U.D.S. - L'Uomo Della Strada (2002)
- Soggetti Smarriti (2004)
- Presente (2005)
- In Faccia (2006)
- MTV Storytellers (2007)
- Fenomeni (2008)
- Pugili Fragili (2020)